# Isla Vitali
La Isla Vitali es la mayor de las 28 islas del litoral que constituyen la ciudad de Zamboanga, en la República de las Filipinas.
La isla está situada en el llamado Golfo Moro a unos 56 kilómetros (35 millas) al NNE de la centro de la ciudad, a 7 kilómetros (4,3 millas) de la frontera de la provincia de Zamboanga del Sur, y 1,5 kilómetros (0,93 millas) al este del Barangay de Mangusu de la ciudad de Zamboanga. En su parte más larga, la isla es de unos 11,8 kilómetros (7,3 millas) de largo, y en su parte más ancha, de unos 5 kilómetros (3,1 millas).
La isla se compone de dos barangays:
- Limaong
- Tumitus

Vitali isla es accesible por vinta (un bote tradicional de Mindanao) desde Brgy Mangusu.